# Vezenina
Vezenje je obrt okraševanja blaga ali drugih materialov z uporabo igle za nanašanje niti ali preje. Vezenje lahko vključuje tudi druge materiale, kot so biseri, perle, peresa in bleščice. V sodobnem času je vezenje običajno vidno na kapah, klobukih, plaščih, prevlekah, odejah, srajcah, denimu, oblekah, nogavicah in majicah za šport. Vezenine so na voljo v najrazličnejših barvah niti ali preje.
Nekatere od osnovnih tehnik ali šivov najzgodnejšega vezenja so verižni šiv, gumbnica ali šiv za odejo, tekoči šiv, satenast šiv in križni šiv. Ti šivi ostajajo danes temeljne tehnike ročnega vezenja.